# Квантовая теория игр
Квантовая теория игр является расширением классической теории игр в квантовую область. Она отличается от классической теории тремя основными особенностями:
1. Суперпозицией начальных состояний,
2. Квантовой запутанностью начальных состояний,
3. Суперпозицией различных стратегий, которые могут быть использованы в начальных состояниях.

Эта теория берет начало из физики информации, так же как и идея квантового компьютера.

## Суперпозиция начальных состояний
Процесс передачи информации, который происходит в ходе игры может быть представлен, как физический процесс. В самом простом случае, когда игра происходит между двумя людьми, обладающими двумя стратегиями каждый, оба игрока могут использовать бит (или '0', или '1') чтобы обозначить выбор своей стратегии. Популярным примером такой игры может служить так называемая Дилемма заключённого, в которой каждый из заключённых может либо сотрудничать со следствием и раскрывать информацию о преступлении другого заключённого, либо не признавать свою вину и молчать. В квантовой версии игры бит заменяется кубитом, который является квантовой суперпозицией двух (или более) базовых состояний. В случае игры с двумя различными стратегиями, такой оборот дел может иметь физическую аналогию с электроном, имеющим суперпозицию своих спиновых состояний, в то время как базовыми состояниями спина являются +1/2 и −1/2. Каждое из состояний спина в такой аналогии отвечает одной из двух возможных стратегий каждого из игроков. В тот момент, когда над электроном производят измерение, он сваливается в одно из своих основных состояний, определяя стратегию, используемую каким-либо игроком.

## Квантовая запутанность начальных состояний
Набор кубитов, которые изначально есть в наличии у каждого из игроков (которые используются чтобы выбрать стратегию) могут быть запутаны. Например, если рассмотреть пару запутанных кубитов, то любая операция, производимая над одним из них, влияет и на второй в том смысле, что изменение информации повлечёт за собой неожиданную развязку в игре.

## Суперпозиция различных стратегий, которые могут быть использованы в начальных состояниях
Задачей игроков в такой игре является выбор стратегии. В терминах битов это означает, что игрок имеет выбор между тем, чтобы перевернуть бит в противоположное состояние, либо же оставить его нетронутым. Переводя эту задачу в квантовую область, каждый из игроков получает «дополнительную» возможность повернуть кубит в новое состояние, изменив таким образом амплитуды вероятностей каждого из базовых состояний. Такие операции над кубитами должны являться унитарными преобразованиями начального состояния кубита. В этом заключается различие в определении разных вероятностей процедуры выбора между каждой из стратегий.

## Многопользовательские игры
Введение квантовой информации в многопользовательские игры позволяет найти новый тип равновесной стратегии, которую невозможно найти в случае традиционных классических игр. Запутывание выборов каждого из игроков имеет эффект подписания контракта, который защищает игроков от предательства.